# FC Džiugas
FC Džiugas é um clube de futebol profissional lituano da cidade de Telšiai que joga o A lyga.

## História
O FC Džiugas foi fundado em 1923.

## Participação noCampeonato Lituano
| Temporada | Nível | Campeonato | Lugar | Ref   |
| --------- | ----- | ---------- | ----- | ----- |
| 2014      | 3.    | Antra lyga | 2.    | [ 2 ] |
| 2015      | 2.    | Pirma lyga | 10.   |       |
| 2016      | 2.    | Pirma lyga | 7.    |       |
| 2017      | 2.    | Pirma lyga | 5.    |       |
| 2018      | 2.    | Pirma lyga | 5.    |       |
| 2019      | 2.    | Pirma lyga | 1.    |       |
| 2020      | 2.    | Pirma lyga | 4.    |       |
| 2021      | 1.    | A lyga     | 8.    |       |
| 2022      | 1.    | A lyga     | 9.    |       |
| 2023      | 1.    | A lyga     | 9.    |       |
| 2024      | 1.    | A lyga     | 6.    |       |
| 2025      | 1.    | A lyga     | .     |       |

## Equipamentos

### Equipamentos anteriores
- 2014-18
- 1º - Camisola castanha, calção castanho e meias brancas;
- 2º - Camisola preta, calção peta e meias brancas.

titular
| 2015 | 2016 | 2018 | 2020 | 2021 |

Alternativo
| 2015 | 2016 | 2018 | 2020 | 2021 |

## Elenco Atual
Última atualização: 23 de julho de 2025 (UTC). (alyga.lt)
Nota: Bandeiras indicam equipe nacional, conforme definido pelas regras de elegibilidade da FIFA. Os jogadores podem ter mais de uma nacionalidade não-FIFA.
| 31 | Lituânia | G | Marius Paukštė        |  |  |  |  |  |
| 40 | Lituânia | G | Vykintas Gaudiešius   |  |  |  |  |  |
|    |          |   |                       |  |  |  |  |  |
| 3  | Lituânia | D | Jurgis Jankauskas     |  |  |  |  |  |
|    |          |   |                       |  |  |  |  |  |
| 7  | Lituânia | M | Martynas Vasiliauskas |  |  |  |  |  |

| 33 | Lituânia | M | Lukas Ankudinovas    |  |  |  |  |  |
| 88 | Lituânia | M | Edvinas Sirutavičius |  |  |  |  |  |
|    |          |   |                      |  |  |  |  |  |
|    |          | A |                      |  |  |  |  |  |

## Jogadores de destaque
- Davidas Arlauskis
- Edward Sarpong